# غيلوان (لاعب كرة قدم)
غيلوان (بالبرتغالية: Gilvan Souza Correa‏) هو لاعب كرة قدم برازيلي في مركز الدفاع، ولد في 10 نوفمبر 1989 في Salgado ‏ في البرازيل. لعب مع نادي بونتي بريتا.

## وصلات خارجية
- غيلوان (لاعب كرة قدم) على موقع قاعدة بيانات كرة القدم.إي يو (الإنجليزية)
- غيلوان (لاعب كرة قدم) على موقع Soccerway.com (الإنجليزية)